# Ludolf von Trier
Ludolf, oft auch Liudolf von Trier (* in Ergostede bei Stecklenberg; † 7. April 1008 in Ergostede) war von 994 bis 1008 Erzbischof von Trier.

## Leben
Ludolf stammt aus dem heute nicht mehr existierenden Ergostede zwischen Stecklenberg und Neinstedt am Harz. Er war kaiserlicher Hofkaplan, Domherr in Hildesheim und vermutlich auch Propst in Goslar. 994 wurde er von Bischof Adalbero II. von Metz zum Erzbischof von Trier geweiht. Schon kurz nach Amtsantritt geriet er in Konflikt mit den Bürgern Triers und verhängte ein Interdikt über die Stadt. Nach dem Tode Kaiser Ottos III. trat er für die Wahl Heinrichs II. ein. Das Domviertel in Trier ließ er durch den Bau einer Mauer gegen die Stadt abgrenzen. Ludolf starb 1008 in seinem Geburtsort. Er wurde im Dom zu Halberstadt beigesetzt.